# Aéroport de Lansing (Michigan)
Pour les articles homonymes, voir Aéroport de Lansing.
L'aéroport international Capital Region de Lansing (code IATA : LAN • code OACI : KLAN • code FAA : LAN), est un aéroport public situé en DeWitt Township et 5 km de nord-ouest du Central business district de Lansing, dans le Michigan. L'aéroport possède trois pistes. En 2008, l'aéroport de Lansing a servi 429 639 passagers. Six ans plus tard, l'aéroport a servi 376 790 passagers.

## Histoire
L'aéroport a ouvert le 14 juillet 1928. Le terminal actuel inauguré en 1959.

## Situation
| \| 50 km1:2 570 000 \| Alpena Antrim Flint Charlevoix Cherry Chippewa Delta Grand · Rapids Kalamazoo/ · Battle Creek MBS Muskegon Oakland Pellston Sawyer Welke Lansing Gogebic · Iron Manistee Détroit |
| 50 km1:2 570 000 |

## Compagnies aériennes et destinations
| Compagnies       | Destinations                                   | Refs  |
| ---------------- | ---------------------------------------------- | ----- |
| American Eagle   | Chicago-O'Hare, Washington-Reagan              | [ 6 ] |
| Delta Connection | Détroit                                        | [ 7 ] |
| United Express   | Chicago-O'Hare (se termine le janvier 3, 2022) | [ 8 ] |

Édité le 02/01/2022

## Trafic et statistiques

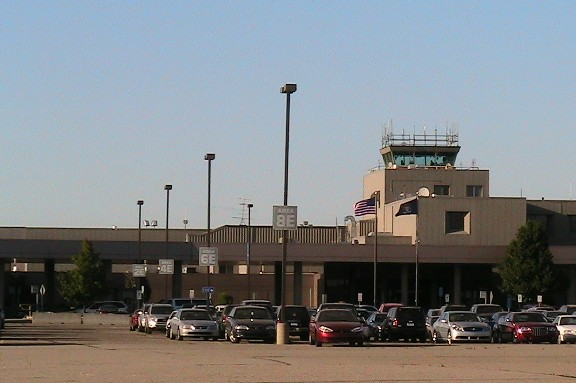
Terminal de l'aéroport

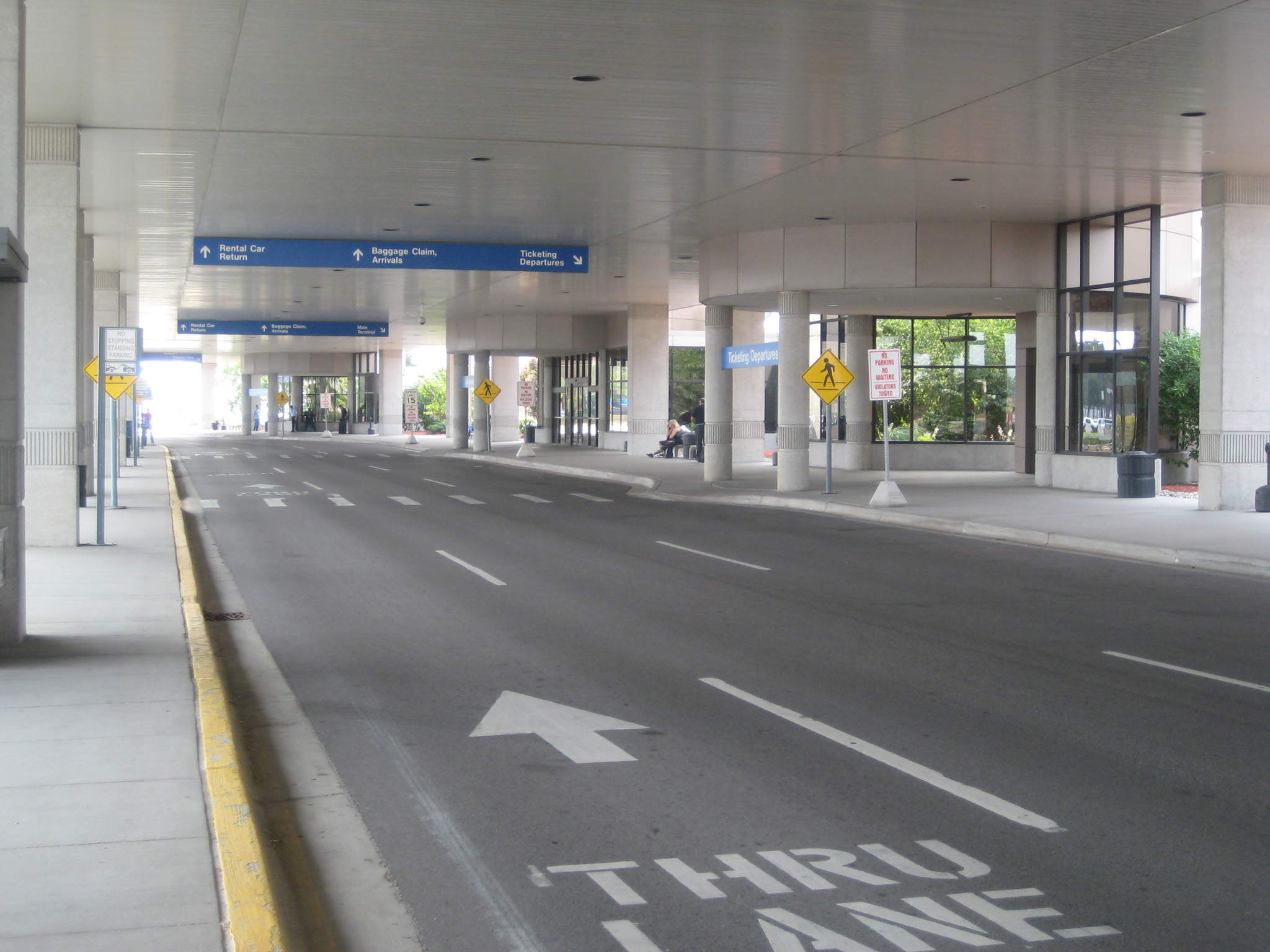
Entrée de terminal de l'aéroport

Trafic total en 2014:
- 376 790 passagers
- 31 895 mouvements d'avions
- 20 818 tonnes de fret
- 82 avions à l'aéroport

Trafic total en 2012:
- 389 600 passagers
- 33 940 mouvements d'avions
- 20 195 tonnes de fret
- 85 avions à l'aéroport

| Année | Passagers | Pour cent des changements |
| ----- | --------- | ------------------------- |
| 2000  | 656 703   | −8,7 %                    |
| 2001  | 523 152   | −20,3 %                   |
| 2002  | 514 299   | −1,7 %                    |
| 2003  | 534 280   | +3,9 %                    |
| 2004  | 650 915   | +21,8 %                   |
| 2005  | 609 901   | −6,3 %                    |
| 2006  | 557 417   | −8,6 %                    |
| 2007  | 497 824   | −10,7 %                   |
| 2008  | 429 639   | −13,7 %                   |
| 2009  | 265 967   | −38,1 %                   |
| 2010  | 257 350   | −3,2 %                    |
| 2011  | 358 307   | +39,2 %                   |
| 2012  | 389 600   | +8,7 %                    |
| 2013  | 418 850   | +7,5 %                    |
| 2014  | 376 790   | -10,0 %                   |

| Aéroport               | Passagers | Pour cent des passagers |
| ---------------------- | --------- | ----------------------- |
| Detroit (DTW)          | 72 680    | 35,3 %                  |
| Minneapolis (MSP)      | 52 110    | 25,3 %                  |
| Chicago (ORD)          | 36 630    | 17,8 %                  |
| Washington, D.C. (DCA) | 18 190    | 8,8 %                   |
| Orlando (SFB)          | 10 340    | 5,0 %                   |
| Cancún (CUN)           | 5 690     | 2,8 %                   |
| Orlando (MCO)          | 3 730     | 1,8 %                   |
| Las Vegas (LAS)        | 3 150     | 1,5 %                   |
| Punta Cana (PUJ)       | 1 970     | 1,0 %                   |
| Puerto Vallarta (MBJ)  | 1 230     | 0,6 %                   |